# AEW Women's World Championship
Het AEW Women's World Championship is een vrouwelijk professioneel worstelkampioenschap dat gecreëerd werd en eigendom is van de Amerikaanse worstelorganisatie All Elite Wrestling (AEW). Het kampioenschap werd officieel aangekondigd op 18 juni 2019. De inaugurele kampioen was Riho. De huidige kampioen is Dr. Britt Baker, D.M.D..

## Geschiedenis
De Chief Brand Officer (CBO) Tony Khan kondigde aan dat het kampioenschap werd onthuld op 31 augustus 2019 bij het pay-per-view (PPV) evenement All Out. De inaugurele kampioen zou gekroond worden op 2 oktober 2019 bij het wekelijkse televisieprogramma Dynamite.
Beide deelnemers voor het inaugurele kampioenwedstrijd werden onthuld bij All Out. De eerste deelnemer was Nyla Rose die het Casino Battle Royal won. De tweede deelnemer was Riho, die won van Hikaru Shida. Tijdens de debuut aflevering van Dynamite won Riho van Rose om de inaugurele kampioen te worden.
Op 28 mei 2021, bij een aflevering van Dynamite, werd de toenmalige kampioen Hikaru Shida bekroond met een geüpdatete versie van het kampioenschap. Het kampioenschap werd aan haar overhandigd, omdat Shida 370 dagen kampioen was.

## Titel geschiedenis
| Nr. | Kampioen                | # | Datum            | Stad                  | Evenement         | Opmerkingen                                                                              |
| --- | ----------------------- | - | ---------------- | --------------------- | ----------------- | ---------------------------------------------------------------------------------------- |
| 1   | Riho                    | 1 | 2 oktober 2019   | Washington D.C.       | Dynamite          | Won van Nyla Rose in de debuut aflevering van Dynamite om inaugurele kampioen te worden. |
| 2   | Nyla Rose               | 1 | 12 februari 2020 | Cedar Park, Texas     | Dynamite          | [ 7 ]                                                                                    |
| 3   | Hikaru Shida            | 1 | 23 mei 2020      | Jacksonville, Florida | Double or Nothing | Dit was een No Disqualification en No Countounts Match.                                  |
| 4   | Dr. Britt Baker, D.M.D. | 1 | 30 mei 2021      | Jacksonville, Florida | Double or Nothing | [ 9 ]                                                                                    |